# Liste des planètes mineures (587001-588000)
Voici la liste des planètes mineures numérotées de 587001 à 588000. Les planètes mineures sont numérotées lorsque leur orbite est confirmée, ce qui peut parfois se produire longtemps après leur découverte. Elles sont classées ici par leur numéro.

## Planètes mineures 587001 à 588000
- (587001) 2005 QG25
- (587002) 2005 QN48
- (587003) 2005 QG57
- (587004) 2005 QP76
- (587005) 2005 QZ103
- (587006) 2005 QF116
- (587007) 2005 QH122
- (587008) 2005 QB137
- (587009) 2005 QG144
- (587010) 2005 QE152
- (587011) 2005 QR161
- (587012) 2005 QG169
- (587013) 2005 QB189
- (587014) 2005 QM191
- (587015) 2005 QK192
- (587016) 2005 QN192
- (587017) 2005 QO192
- (587018) 2005 QR192
- (587019) 2005 QX192
- (587020) 2005 QZ192
- (587021) 2005 QC193
- (587022) 2005 QG198
- (587023) 2005 QH199
- (587024) 2005 QR200
- (587025) 2005 QS200
- (587026) 2005 QP201
- (587027) 2005 QQ201
- (587028) 2005 QW204
- (587029) 2005 QJ205
- (587030) 2005 QL205
- (587031) 2005 RM19
- (587032) 2005 RO28
- (587033) 2005 RU32
- (587034) 2005 RX35
- (587035) 2005 RA36
- (587036) 2005 RT42
- (587037) 2005 RW45
- (587038) 2005 RG48
- (587039) 2005 RC52
- (587040) 2005 RL53
- (587041) 2005 RX55
- (587042) 2005 RD57
- (587043) 2005 RL60
- (587044) 2005 RN60
- (587045) 2005 SC78
- (587046) 2005 SQ115
- (587047) 2005 SQ126
- (587048) 2005 SS141
- (587049) 2005 SE142
- (587050) 2005 SM143
- (587051) 2005 SA155
- (587052) 2005 SX171
- (587053) 2005 SF181
- (587054) 2005 SE201
- (587055) 2005 SE208
- (587056) 2005 SO208
- (587057) 2005 SS208
- (587058) 2005 SD228
- (587059) 2005 SS241
- (587060) 2005 SX259
- (587061) 2005 SB260
- (587062) 2005 SF267
- (587063) 2005 SW277
- (587064) 2005 SY277
- (587065) 2005 SY281
- (587066) 2005 SF282
- (587067) 2005 SP282
- (587068) 2005 SL285
- (587069) 2005 SN286
- (587070) 2005 SE294
- (587071) 2005 SQ294
- (587072) 2005 SB295
- (587073) 2005 SD295
- (587074) 2005 SP295
- (587075) 2005 SC296
- (587076) 2005 SL297
- (587077) 2005 SS297
- (587078) 2005 SE300
- (587079) 2005 SZ300
- (587080) 2005 SA301
- (587081) 2005 SC301
- (587082) 2005 SQ301
- (587083) 2005 TO8
- (587084) 2005 TA23
- (587085) 2005 TG26
- (587086) 2005 TX29
- (587087) 2005 TP35
- (587088) 2005 TC37
- (587089) 2005 TA39
- (587090) 2005 TH39
- (587091) 2005 TF67
- (587092) 2005 TG69
- (587093) 2005 TJ84
- (587094) 2005 TD85
- (587095) 2005 TQ109
- (587096) 2005 TZ109
- (587097) 2005 TC124
- (587098) 2005 TO138
- (587099) 2005 TE139
- (587100) 2005 TP145
- (587101) 2005 TX146
- (587102) 2005 TE147
- (587103) 2005 TS148
- (587104) 2005 TL149
- (587105) 2005 TY154
- (587106) 2005 TA156
- (587107) 2005 TO175
- (587108) 2005 TX175
- (587109) 2005 TS177
- (587110) 2005 TD182
- (587111) 2005 TJ197
- (587112) 2005 TC200
- (587113) 2005 TN200
- (587114) 2005 TV200
- (587115) 2005 TP201
- (587116) 2005 TK202
- (587117) 2005 TM203
- (587118) 2005 TE205
- (587119) 2005 TL205
- (587120) 2005 TX205
- (587121) 2005 TP206
- (587122) 2005 TZ206
- (587123) 2005 TP207
- (587124) 2005 TF210
- (587125) 2005 TZ213
- (587126) 2005 TM214
- (587127) 2005 UP30
- (587128) 2005 UR62
- (587129) 2005 UK77
- (587130) 2005 UV87
- (587131) 2005 US99
- (587132) 2005 US101
- (587133) 2005 UN121
- (587134) 2005 UP125
- (587135) 2005 UL137
- (587136) 2005 UP145
- (587137) 2005 UO150
- (587138) 2005 UP150
- (587139) 2005 UV156
- (587140) 2005 UQ164
- (587141) 2005 UU169
- (587142) 2005 UU194
- (587143) 2005 UW212
- (587144) 2005 UZ218
- (587145) 2005 UH237
- (587146) 2005 UC239
- (587147) 2005 UJ245
- (587148) 2005 UC263
- (587149) 2005 UP264
- (587150) 2005 UU273
- (587151) 2005 UB295
- (587152) 2005 UN296
- (587153) 2005 UA297
- (587154) 2005 UL312
- (587155) 2005 UD321
- (587156) 2005 UH324
- (587157) 2005 UT327
- (587158) 2005 UR335
- (587159) 2005 UD339
- (587160) 2005 UV340
- (587161) 2005 UK346
- (587162) 2005 UY348
- (587163) 2005 UB356
- (587164) 2005 UV360
- (587165) 2005 US364
- (587166) 2005 UA376
- (587167) 2005 UE383
- (587168) 2005 UT384
- (587169) 2005 UV386
- (587170) 2005 UB393
- (587171) 2005 UW403
- (587172) 2005 UE404
- (587173) 2005 UL418
- (587174) 2005 UH425
- (587175) 2005 UH427
- (587176) 2005 UC435
- (587177) 2005 UR435
- (587178) 2005 UB440
- (587179) 2005 UP445
- (587180) 2005 US450
- (587181) 2005 UX453
- (587182) 2005 UH458
- (587183) 2005 US461
- (587184) 2005 UG499
- (587185) 2005 UD508
- (587186) 2005 UZ515
- (587187) 2005 UZ518
- (587188) 2005 UX521
- (587189) 2005 UF522
- (587190) 2005 UO528
- (587191) 2005 UJ529
- (587192) 2005 US529
- (587193) 2005 UR533
- (587194) 2005 UV533
- (587195) 2005 UW533
- (587196) 2005 UZ533
- (587197) 2005 UK534
- (587198) 2005 UV534
- (587199) 2005 UX534
- (587200) 2005 UY534
- (587201) 2005 UZ534
- (587202) 2005 UG535
- (587203) 2005 UO535
- (587204) 2005 UT535
- (587205) 2005 UM536
- (587206) 2005 UV538
- (587207) 2005 UH539
- (587208) 2005 UL539
- (587209) 2005 UW539
- (587210) 2005 UF540
- (587211) 2005 UK540
- (587212) 2005 UQ543
- (587213) 2005 US544
- (587214) 2005 UG545
- (587215) 2005 UY545
- (587216) 2005 UQ546
- (587217) 2005 UE547
- (587218) 2005 UT547
- (587219) 2005 UA548
- (587220) 2005 UK549
- (587221) 2005 UO553
- (587222) 2005 VL5
- (587223) 2005 VD10
- (587224) 2005 VE18
- (587225) 2005 VZ24
- (587226) 2005 VV28
- (587227) 2005 VL29
- (587228) 2005 VB39
- (587229) 2005 VR39
- (587230) 2005 VO49
- (587231) 2005 VV58
- (587232) 2005 VH62
- (587233) 2005 VL70
- (587234) 2005 VT72
- (587235) 2005 VZ83
- (587236) 2005 VJ84
- (587237) 2005 VF85
- (587238) 2005 VR87
- (587239) 2005 VM88
- (587240) 2005 VV91
- (587241) 2005 VH93
- (587242) 2005 VF94
- (587243) 2005 VX94
- (587244) 2005 VS95
- (587245) 2005 VT113
- (587246) 2005 VV114
- (587247) 2005 VY114
- (587248) 2005 VB125
- (587249) 2005 VP135
- (587250) 2005 VZ137
- (587251) 2005 VB138
- (587252) 2005 VT138
- (587253) 2005 VG139
- (587254) 2005 VK139
- (587255) 2005 VR139
- (587256) 2005 VO140
- (587257) 2005 VW140
- (587258) 2005 VF141
- (587259) 2005 VX142
- (587260) 2005 VE143
- (587261) 2005 VK143
- (587262) 2005 VY143
- (587263) 2005 VC147
- (587264) 2005 VW147
- (587265) 2005 VM148
- (587266) 2005 VS148
- (587267) 2005 VB150
- (587268) 2005 WK13
- (587269) 2005 WE39
- (587270) 2005 WS63
- (587271) 2005 WM65
- (587272) 2005 WD70
- (587273) 2005 WF84
- (587274) 2005 WM95
- (587275) 2005 WG96
- (587276) 2005 WJ108
- (587277) 2005 WL109
- (587278) 2005 WH111
- (587279) 2005 WR124
- (587280) 2005 WJ126
- (587281) 2005 WW133
- (587282) 2005 WT137
- (587283) 2005 WD138
- (587284) 2005 WG143
- (587285) 2005 WU144
- (587286) 2005 WF165
- (587287) 2005 WP167
- (587288) 2005 WD169
- (587289) 2005 WM169
- (587290) 2005 WT169
- (587291) 2005 WH171
- (587292) 2005 WG173
- (587293) 2005 WX176
- (587294) 2005 WR185
- (587295) 2005 WD188
- (587296) 2005 WH203
- (587297) 2005 WU204
- (587298) 2005 WL206
- (587299) 2005 WJ209
- (587300) 2005 WS210
- (587301) 2005 WV210
- (587302) 2005 WO211
- (587303) 2005 WJ212
- (587304) 2005 WM212
- (587305) 2005 WO212
- (587306) 2005 WW212
- (587307) 2005 WH213
- (587308) 2005 WW214
- (587309) 2005 WE216
- (587310) 2005 WN216
- (587311) 2005 WU216
- (587312) 2005 WY218
- (587313) 2005 XO18
- (587314) 2005 XX19
- (587315) 2005 XC25
- (587316) 2005 XV37
- (587317) 2005 XY37
- (587318) 2005 XL40
- (587319) 2005 XJ43
- (587320) 2005 XK43
- (587321) 2005 XE46
- (587322) 2005 XE50
- (587323) 2005 XD73
- (587324) 2005 XW73
- (587325) 2005 XZ74
- (587326) 2005 XS75
- (587327) 2005 XO76
- (587328) 2005 XL78
- (587329) 2005 XU95
- (587330) 2005 XU102
- (587331) 2005 XH111
- (587332) 2005 XV112
- (587333) 2005 XA120
- (587334) 2005 XF120
- (587335) 2005 XP120
- (587336) 2005 XT120
- (587337) 2005 XO121
- (587338) 2005 XB122
- (587339) 2005 XA123
- (587340) 2005 XD125
- (587341) 2005 XK125
- (587342) 2005 XN125
- (587343) 2005 XZ125
- (587344) 2005 XU126
- (587345) 2005 XF127
- (587346) 2005 XM129
- (587347) 2005 XN130
- (587348) 2005 XB131
- (587349) 2005 XO131
- (587350) 2005 XQ133
- (587351) 2005 YD31
- (587352) 2005 YT35
- (587353) 2005 YZ51
- (587354) 2005 YV56
- (587355) 2005 YH60
- (587356) 2005 YE66
- (587357) 2005 YE76
- (587358) 2005 YN76
- (587359) 2005 YT76
- (587360) 2005 YL80
- (587361) 2005 YP103
- (587362) 2005 YL112
- (587363) 2005 YV127
- (587364) 2005 YA130
- (587365) 2005 YW132
- (587366) 2005 YE138
- (587367) 2005 YS139
- (587368) 2005 YR142
- (587369) 2005 YA151
- (587370) 2005 YC156
- (587371) 2005 YE161
- (587372) 2005 YF183
- (587373) 2005 YD184
- (587374) 2005 YR187
- (587375) 2005 YF189
- (587376) 2005 YO193
- (587377) 2005 YQ197
- (587378) 2005 YT212
- (587379) 2005 YV216
- (587380) 2005 YT222
- (587381) 2005 YN223
- (587382) 2005 YC225
- (587383) 2005 YE225
- (587384) 2005 YO232
- (587385) 2005 YT232
- (587386) 2005 YY235
- (587387) 2005 YN238
- (587388) 2005 YP249
- (587389) 2005 YG252
- (587390) 2005 YN255
- (587391) 2005 YH259
- (587392) 2005 YO259
- (587393) 2005 YB265
- (587394) 2005 YE270
- (587395) 2005 YG277
- (587396) 2005 YD281
- (587397) 2005 YK285
- (587398) 2005 YX291
- (587399) 2005 YT293
- (587400) 2005 YD294
- (587401) 2005 YC296
- (587402) 2005 YP296
- (587403) 2005 YE297
- (587404) 2005 YE298
- (587405) 2005 YG298
- (587406) 2005 YH298
- (587407) 2005 YQ298
- (587408) 2005 YM299
- (587409) 2005 YU300
- (587410) 2006 AW4
- (587411) 2006 AH12
- (587412) 2006 AO15
- (587413) 2006 AF22
- (587414) 2006 AZ32
- (587415) 2006 AF34
- (587416) 2006 AR34
- (587417) 2006 AX39
- (587418) 2006 AA44
- (587419) 2006 AJ54
- (587420) 2006 AV55
- (587421) 2006 AJ56
- (587422) 2006 AO59
- (587423) 2006 AF61
- (587424) 2006 AF69
- (587425) 2006 AM72
- (587426) 2006 AL80
- (587427) 2006 AL83
- (587428) 2006 AN84
- (587429) 2006 AU108
- (587430) 2006 AK109
- (587431) 2006 AR109
- (587432) 2006 AE111
- (587433) 2006 AM111
- (587434) 2006 AU112
- (587435) 2006 AW112
- (587436) 2006 AX112
- (587437) 2006 AH114
- (587438) 2006 AG115
- (587439) 2006 AQ115
- (587440) 2006 AT116
- (587441) 2006 BJ7
- (587442) 2006 BH12
- (587443) 2006 BS13
- (587444) 2006 BJ15
- (587445) 2006 BO20
- (587446) 2006 BN41
- (587447) 2006 BO42
- (587448) 2006 BR42
- (587449) 2006 BV42
- (587450) 2006 BV48
- (587451) 2006 BE72
- (587452) 2006 BU76
- (587453) 2006 BT84
- (587454) 2006 BU92
- (587455) 2006 BN98
- (587456) 2006 BA105
- (587457) 2006 BR108
- (587458) 2006 BJ134
- (587459) 2006 BS140
- (587460) 2006 BC141
- (587461) 2006 BQ154
- (587462) 2006 BH186
- (587463) 2006 BB189
- (587464) 2006 BQ200
- (587465) 2006 BM209
- (587466) 2006 BV209
- (587467) 2006 BH210
- (587468) 2006 BG220
- (587469) 2006 BH224
- (587470) 2006 BG232
- (587471) 2006 BU258
- (587472) 2006 BC260
- (587473) 2006 BX260
- (587474) 2006 BR274
- (587475) 2006 BG280
- (587476) 2006 BS285
- (587477) 2006 BC287
- (587478) 2006 BV287
- (587479) 2006 BQ288
- (587480) 2006 BS290
- (587481) 2006 BZ290
- (587482) 2006 BF292
- (587483) 2006 BP292
- (587484) 2006 BZ293
- (587485) 2006 BT294
- (587486) 2006 BY294
- (587487) 2006 BK296
- (587488) 2006 BT299
- (587489) 2006 CE7
- (587490) 2006 CP8
- (587491) 2006 CX13
- (587492) 2006 CB17
- (587493) 2006 CH17
- (587494) 2006 CF20
- (587495) 2006 CM22
- (587496) 2006 CQ44
- (587497) 2006 CC46
- (587498) 2006 CA51
- (587499) 2006 CF52
- (587500) 2006 CW52
- (587501) 2006 CT58
- (587502) 2006 CO73
- (587503) 2006 CN81
- (587504) 2006 CT81
- (587505) 2006 CZ81
- (587506) 2006 CM82
- (587507) 2006 CV83
- (587508) 2006 CS86
- (587509) 2006 CC87
- (587510) 2006 CE87
- (587511) 2006 CA88
- (587512) 2006 CB89
- (587513) 2006 CH89
- (587514) 2006 DS4
- (587515) 2006 DS6
- (587516) 2006 DU41
- (587517) 2006 DB52
- (587518) 2006 DF52
- (587519) 2006 DY55
- (587520) 2006 DG63
- (587521) 2006 DB88
- (587522) 2006 DK96
- (587523) 2006 DH99
- (587524) 2006 DL99
- (587525) 2006 DG125
- (587526) 2006 DG129
- (587527) 2006 DW133
- (587528) 2006 DG139
- (587529) 2006 DO145
- (587530) 2006 DO149
- (587531) 2006 DM151
- (587532) 2006 DP154
- (587533) 2006 DX154
- (587534) 2006 DV156
- (587535) 2006 DA161
- (587536) 2006 DP165
- (587537) 2006 DT168
- (587538) 2006 DJ177
- (587539) 2006 DL178
- (587540) 2006 DR183
- (587541) 2006 DO191
- (587542) 2006 DT197
- (587543) 2006 DA201
- (587544) 2006 DF205
- (587545) 2006 DM205
- (587546) 2006 DS206
- (587547) 2006 DV219
- (587548) 2006 DU220
- (587549) 2006 DK222
- (587550) 2006 DF224
- (587551) 2006 EG8
- (587552) 2006 EZ9
- (587553) 2006 EK14
- (587554) 2006 EL14
- (587555) 2006 EE18
- (587556) 2006 ET20
- (587557) 2006 EV23
- (587558) 2006 EQ27
- (587559) 2006 EK30
- (587560) 2006 EP30
- (587561) 2006 ER36
- (587562) 2006 EG44
- (587563) 2006 EA49
- (587564) 2006 EY61
- (587565) 2006 EK67
- (587566) 2006 EV75
- (587567) 2006 EG78
- (587568) 2006 EW81
- (587569) 2006 FU9
- (587570) 2006 FB23
- (587571) 2006 FK24
- (587572) 2006 FM27
- (587573) 2006 FO56
- (587574) 2006 FG57
- (587575) 2006 FH58
- (587576) 2006 FD59
- (587577) 2006 FE61
- (587578) 2006 GG1
- (587579) 2006 GQ3
- (587580) 2006 GB14
- (587581) 2006 GZ29
- (587582) 2006 GT33
- (587583) 2006 GM51
- (587584) 2006 GK57
- (587585) 2006 GC58
- (587586) 2006 HZ8
- (587587) 2006 HY13
- (587588) 2006 HN15
- (587589) 2006 HZ25
- (587590) 2006 HZ48
- (587591) 2006 HC52
- (587592) 2006 HQ67
- (587593) 2006 HP77
- (587594) 2006 HK78
- (587595) 2006 HU91
- (587596) 2006 HR94
- (587597) 2006 HP99
- (587598) 2006 HY106
- (587599) 2006 HU110
- (587600) 2006 HG147
- (587601) 2006 HA157
- (587602) 2006 HG157
- (587603) 2006 HS157
- (587604) 2006 HN159
- (587605) 2006 JD8
- (587606) 2006 JV32
- (587607) 2006 JP49
- (587608) 2006 JT81
- (587609) 2006 JA83
- (587610) 2006 JC83
- (587611) 2006 JO83
- (587612) 2006 JF85
- (587613) 2006 JM85
- (587614) 2006 JZ85
- (587615) 2006 JL86
- (587616) 2006 JN86
- (587617) 2006 KK7
- (587618) 2006 KE10
- (587619) 2006 KZ10
- (587620) 2006 KG31
- (587621) 2006 KL34
- (587622) 2006 KK43
- (587623) 2006 KW49
- (587624) 2006 KD59
- (587625) 2006 KU60
- (587626) 2006 KY60
- (587627) 2006 KP67
- (587628) 2006 KF69
- (587629) 2006 KH72
- (587630) 2006 KB115
- (587631) 2006 KN128
- (587632) 2006 KC144
- (587633) 2006 KE148
- (587634) 2006 KU148
- (587635) 2006 KD149
- (587636) 2006 KS152
- (587637) 2006 KA153
- (587638) 2006 KZ153
- (587639) 2006 KN154
- (587640) 2006 LO9
- (587641) 2006 MY12
- (587642) 2006 MM13
- (587643) 2006 OB23
- (587644) 2006 OP28
- (587645) 2006 OK32
- (587646) 2006 OT39
- (587647) 2006 PE30
- (587648) 2006 PA33
- (587649) 2006 PL41
- (587650) 2006 PC44
- (587651) 2006 QX4
- (587652) 2006 QT16
- (587653) 2006 QF17
- (587654) 2006 QM17
- (587655) 2006 QC26
- (587656) 2006 QG29
- (587657) 2006 QS51
- (587658) 2006 QR64
- (587659) 2006 QN67
- (587660) 2006 QS73
- (587661) 2006 QG79
- (587662) 2006 QZ90
- (587663) 2006 QZ91
- (587664) 2006 QD109
- (587665) 2006 QK125
- (587666) 2006 QT134
- (587667) 2006 QS153
- (587668) 2006 QD155
- (587669) 2006 QZ161
- (587670) 2006 QE181
- (587671) 2006 QC189
- (587672) 2006 QG189
- (587673) 2006 QP191
- (587674) 2006 QS191
- (587675) 2006 QR192
- (587676) 2006 QC203
- (587677) 2006 QJ205
- (587678) 2006 RR10
- (587679) 2006 RP24
- (587680) 2006 RE32
- (587681) 2006 RS60
- (587682) 2006 RE71
- (587683) 2006 RJ106
- (587684) 2006 RF111
- (587685) 2006 RZ113
- (587686) 2006 RQ114
- (587687) 2006 RS117
- (587688) 2006 RX117
- (587689) 2006 RM124
- (587690) 2006 RO126
- (587691) 2006 SH9
- (587692) 2006 SK32
- (587693) 2006 SZ52
- (587694) 2006 SG59
- (587695) 2006 SN116
- (587696) 2006 SX146
- (587697) 2006 SS148
- (587698) 2006 SX157
- (587699) 2006 SL160
- (587700) 2006 SU173
- (587701) 2006 SE177
- (587702) 2006 ST183
- (587703) 2006 SE186
- (587704) 2006 SF191
- (587705) 2006 SN196
- (587706) 2006 SW202
- (587707) 2006 SV203
- (587708) 2006 SO206
- (587709) 2006 SZ210
- (587710) 2006 SH219
- (587711) 2006 SH234
- (587712) 2006 SQ237
- (587713) 2006 SR238
- (587714) 2006 SQ250
- (587715) 2006 SZ258
- (587716) 2006 SW260
- (587717) 2006 SE265
- (587718) 2006 SA272
- (587719) 2006 SK272
- (587720) 2006 SA277
- (587721) 2006 SA280
- (587722) 2006 SK301
- (587723) 2006 SQ304
- (587724) 2006 SG307
- (587725) 2006 SO307
- (587726) 2006 SP320
- (587727) 2006 SV326
- (587728) 2006 SM328
- (587729) 2006 SR334
- (587730) 2006 SC358
- (587731) 2006 SH362
- (587732) 2006 SU372
- (587733) 2006 SK375
- (587734) 2006 SH382
- (587735) 2006 SX385
- (587736) 2006 SN389
- (587737) 2006 SR395
- (587738) 2006 SY422
- (587739) 2006 SA427
- (587740) 2006 SF427
- (587741) 2006 SB429
- (587742) 2006 SB433
- (587743) 2006 SE433
- (587744) 2006 ST436
- (587745) 2006 SY439
- (587746) 2006 SM440
- (587747) 2006 SN442
- (587748) 2006 SS446
- (587749) 2006 SK456
- (587750) 2006 TO4
- (587751) 2006 TK28
- (587752) 2006 TE67
- (587753) 2006 TY68
- (587754) 2006 TQ70
- (587755) 2006 TT83
- (587756) 2006 TZ112
- (587757) 2006 TH118
- (587758) 2006 TX119
- (587759) 2006 TW133
- (587760) 2006 TA134
- (587761) 2006 TB134
- (587762) 2006 TT135
- (587763) 2006 TZ137
- (587764) 2006 TE138
- (587765) 2006 TT139
- (587766) 2006 TZ140
- (587767) 2006 TG143
- (587768) 2006 UB6
- (587769) 2006 UX12
- (587770) 2006 UR32
- (587771) 2006 UV42
- (587772) 2006 UQ71
- (587773) 2006 UA86
- (587774) 2006 UP111
- (587775) 2006 UW113
- (587776) 2006 UN116
- (587777) 2006 UF120
- (587778) 2006 UY120
- (587779) 2006 UW144
- (587780) 2006 UJ145
- (587781) 2006 UT150
- (587782) 2006 UZ159
- (587783) 2006 UE160
- (587784) 2006 UO209
- (587785) 2006 UR226
- (587786) 2006 UY235
- (587787) 2006 UW271
- (587788) 2006 UT276
- (587789) 2006 UX277
- (587790) 2006 UH318
- (587791) 2006 UL322
- (587792) 2006 UH347
- (587793) 2006 UZ355
- (587794) 2006 US362
- (587795) 2006 UR372
- (587796) 2006 US373
- (587797) 2006 UK374
- (587798) 2006 UL374
- (587799) 2006 UQ379
- (587800) 2006 UR379
- (587801) 2006 UU381
- (587802) 2006 UB382
- (587803) 2006 UU383
- (587804) 2006 VG29
- (587805) 2006 VJ45
- (587806) 2006 VB53
- (587807) 2006 VO64
- (587808) 2006 VB71
- (587809) 2006 VB93
- (587810) 2006 VZ116
- (587811) 2006 VO125
- (587812) 2006 VL130
- (587813) 2006 VC135
- (587814) 2006 VZ177
- (587815) 2006 VU181
- (587816) 2006 VK182
- (587817) 2006 WS4
- (587818) 2006 WT10
- (587819) 2006 WW11
- (587820) 2006 WU34
- (587821) 2006 WW34
- (587822) 2006 WB52
- (587823) 2006 WS64
- (587824) 2006 WS65
- (587825) 2006 WL67
- (587826) 2006 WX74
- (587827) 2006 WS79
- (587828) 2006 WQ82
- (587829) 2006 WS83
- (587830) 2006 WP85
- (587831) 2006 WY88
- (587832) 2006 WF95
- (587833) 2006 WP97
- (587834) 2006 WT104
- (587835) 2006 WL114
- (587836) 2006 WS114
- (587837) 2006 WK132
- (587838) 2006 WW134
- (587839) 2006 WR140
- (587840) 2006 WE153
- (587841) 2006 WL160
- (587842) 2006 WD165
- (587843) 2006 WJ180
- (587844) 2006 WZ182
- (587845) 2006 WP189
- (587846) 2006 WM196
- (587847) 2006 WG202
- (587848) 2006 WX207
- (587849) 2006 WZ209
- (587850) 2006 WM210
- (587851) 2006 WE211
- (587852) 2006 WL213
- (587853) 2006 WA216
- (587854) 2006 WD217
- (587855) 2006 WF217
- (587856) 2006 WY217
- (587857) 2006 WH218
- (587858) 2006 WH220
- (587859) 2006 WL220
- (587860) 2006 WE221
- (587861) 2006 WS221
- (587862) 2006 WX222
- (587863) 2006 WA225
- (587864) 2006 WH228
- (587865) 2006 WZ230
- (587866) 2006 WA232
- (587867) 2006 XL11
- (587868) 2006 XP11
- (587869) 2006 XH30
- (587870) 2006 XB31
- (587871) 2006 XR39
- (587872) 2006 XP65
- (587873) 2006 XF75
- (587874) 2006 XH75
- (587875) 2006 XA77
- (587876) 2006 XN78
- (587877) 2006 XT80
- (587878) 2006 XR81
- (587879) 2006 XG82
- (587880) 2006 YK11
- (587881) 2006 YJ21
- (587882) 2006 YU21
- (587883) 2006 YF25
- (587884) 2006 YA29
- (587885) 2006 YO29
- (587886) 2006 YN33
- (587887) 2006 YP37
- (587888) 2006 YK39
- (587889) 2006 YM45
- (587890) 2006 YU45
- (587891) 2006 YH58
- (587892) 2006 YT60
- (587893) 2006 YK62
- (587894) 2006 YC64
- (587895) 2006 YT64
- (587896) 2006 YD65
- (587897) 2006 YQ65
- (587898) 2006 YZ65
- (587899) 2007 AH6
- (587900) 2007 AT10
- (587901) 2007 AM11
- (587902) 2007 AQ35
- (587903) 2007 BT1
- (587904) 2007 BC10
- (587905) 2007 BO41
- (587906) 2007 BW50
- (587907) 2007 BM66
- (587908) 2007 BY80
- (587909) 2007 BC87
- (587910) 2007 BS90
- (587911) 2007 BM91
- (587912) 2007 BK93
- (587913) 2007 BG98
- (587914) 2007 BJ98
- (587915) 2007 BR100
- (587916) 2007 BN102
- (587917) 2007 BU102
- (587918) 2007 BA104
- (587919) 2007 BL104
- (587920) 2007 BO104
- (587921) 2007 BQ104
- (587922) 2007 BA109
- (587923) 2007 BQ111
- (587924) 2007 BU111
- (587925) 2007 BK112
- (587926) 2007 BS112
- (587927) 2007 BE114
- (587928) 2007 BQ114
- (587929) 2007 BE116
- (587930) 2007 BC119
- (587931) 2007 CP8
- (587932) 2007 CK24
- (587933) 2007 CE28
- (587934) 2007 CF29
- (587935) 2007 CE50
- (587936) 2007 CU55
- (587937) 2007 CM56
- (587938) 2007 CP56
- (587939) 2007 CB66
- (587940) 2007 CB70
- (587941) 2007 CO72
- (587942) 2007 CY81
- (587943) 2007 CL82
- (587944) 2007 CO82
- (587945) 2007 CP82
- (587946) 2007 CV82
- (587947) 2007 CZ82
- (587948) 2007 CS83
- (587949) 2007 DJ1
- (587950) 2007 DM5
- (587951) 2007 DT16
- (587952) 2007 DN40
- (587953) 2007 DK44
- (587954) 2007 DT47
- (587955) 2007 DP55
- (587956) 2007 DV55
- (587957) 2007 DJ58
- (587958) 2007 DO63
- (587959) 2007 DY64
- (587960) 2007 DG65
- (587961) 2007 DJ65
- (587962) 2007 DW66
- (587963) 2007 DH72
- (587964) 2007 DL79
- (587965) 2007 DD107
- (587966) 2007 DZ110
- (587967) 2007 DW111
- (587968) 2007 DY118
- (587969) 2007 DM120
- (587970) 2007 DB121
- (587971) 2007 DJ122
- (587972) 2007 DZ122
- (587973) 2007 DQ123
- (587974) 2007 DK124
- (587975) 2007 DC125
- (587976) 2007 DJ127
- (587977) 2007 DY127
- (587978) 2007 DL129
- (587979) 2007 DP129
- (587980) 2007 DX129
- (587981) 2007 EK4
- (587982) 2007 ES6
- (587983) 2007 EJ9
- (587984) 2007 ER22
- (587985) 2007 EU23
- (587986) 2007 EX28
- (587987) 2007 EO30
- (587988) 2007 ET38
- (587989) 2007 EJ39
- (587990) 2007 EE50
- (587991) 2007 EA59
- (587992) 2007 EV60
- (587993) 2007 EU61
- (587994) 2007 EB81
- (587995) 2007 EV83
- (587996) 2007 EO90
- (587997) 2007 EK94
- (587998) 2007 EO95
- (587999) 2007 EA97
- (588000) 2007 EB106